# 19234 Вікторіягіббс
19234 Вікторіягіббс (19234 Victoriahibbs) — астероїд головного поясу, відкритий 9 листопада 1993 року.
Тіссеранів параметр щодо Юпітера — 3,470.